# Daniel Friberg (förläggare)
Daniel Friberg, född 1978, är en svensk förläggare och nyfascistisk aktivist. Han är ordförande och ansvarig utgivare för den högerextrema nättidskriften Motpol.nu och VD för det nyfascistiska bokförlaget Arktos Media, som ger ut nya högern-inspirerad litteratur. Han är också medgrundare till den svenska alt-right-organisationen Nordisk alternativhöger.

## Ungdomsår
Friberg växte upp i Kungsladugård i Göteborg. Som ung identifierade han sig som antirasist. Som 16-åring var han skinnskalle och etnonationalist men dömde ut nynazismen som irrelevant i sin nostalgi till Tredje riket.
Som tonåring gav han ut den nationalistiska tidskriften Framtid. Han använde då pseudonymen Daniel Engdahl, en referens till den svenske fascistledaren Per Engdahl. Det tredje numret distribuerades till alla  som gick tredje året på teoretiska gymnasieprogram i Stockholm, Göteborg och Malmö. Friberg pekades ut som ett ”hot mot demokratin” av Aftonbladet, Dagens Nyheter, Expressen och Svenska Dagbladet som publicerade namn och bild på 62 nazister 1999. Han var senare skribent för aktivistgruppen Nationell Ungdoms tidning Folktribunen. Nationell Ungdom uppgick snart i Svenska motståndsrörelsen och Friberg uteslöts efter en konflikt med organisationens nazistiska falang ledd av Klas Lund.
Friberg är utbildad civilekonom vid Handelshögskolan vid Göteborgs universitet.

## Nordiska förlaget, Motpol och Arktos
Tillsammans med Lennart Berg, Anders Lagerström och Peter Melander, samtliga från  Svenska motståndsrörelsens skrift Folktribunen, grundade Friberg 2001 det nynazistiska Nordiska förlaget som bedrev bok- och musikutgivning fram till nedläggningen 2010. Man rörde sig genremässigt bort från den vit makt-punk som hade dominerat 1990-talets nationalistiska musik. År 2004 började Friberg studera den nya högern vilket han har beskrivit som en "aha-upplevelse".
Nordiska förlaget utökade sin verksamhet och bildade 2004 paraplyorganisationen Nordiska förbundet. Den nynazistiska falangen fortsatte en tid att samsas med Fribergs nya högern-falang. 2006 var Nordiska förlaget med och grundade bloggportalen Motpol.nu som snart började använda beteckningen identitär. Samma år lanserades det egna wiki-projektet Metapedia och året efter webbportalen Nordisk.nu. Nordiska förbundets identitära inriktning blev ännu starkare efter 2007 när Melander lämnade organisationen.
År 2010 lade Friberg ned Nordiska förlaget och ersatte det med förlaget Arktos som ger ut nya högern-litteratur på engelska. För att hålla kostnaderna nere drev Friberg förlaget från Indien i flera år.
Friberg hamnade i medieljuset 2014 när han utsågs till VD för gruvbolaget Wiking Mineral. Tidningar hänvisade till Expo och skrev att bolaget var högerextremt. Friberg lämnade VD-posten 2016.

## Högern kommer tillbaka, AltRight.com och Nordisk alternativhöger
I sin bok Högern kommer tillbaka förespråkar Friberg ett samhälle där etnicitet står i centrum för statsbildningar. Han har också tagit avstånd från "modern massdemokrati". Boken som gavs ut 2015 är dels en sammanfattning av Fribergs ideologi, dels en praktisk handbok i aktivism.
Tillsammans med amerikanen Richard B. Spencer, iransk-amerikanen Jason Jorjani och svensken Henrik Palmgren grundade han 2017 AltRight Corporation, vars fönster utåt är webbplatsen AltRight.com. Syftet är att skapa en bro mellan den europeiska nya högern och den amerikanska alt-right-rörelsen. I maj 2017 grundade han också, tillsammans med Christoffer Dulny, den svenska alt-right-organisationen Nordisk alternativhöger.
Friberg bor 2017 i Budapest. Den amerikanske universitetslektorn Benjamin R. Teitelbaum, som har kartlagt den moderna svenska radikala nationalismen i boken Lions of the North, har betonat Fribergs roll i omdaningen från skinheadkultur till dagens mediaorganisationer. Teitelbaum sade 2017 att "du kan spåra den radikala högerns historia i Norden bara genom att titta på vad [Friberg] har gjort".